# Динстбир, Иржи
Иржи Динстбир (чеш. Jiří Dienstbier; 20 апреля 1937, Кладно — 8 января 2011, Прага) — чехословацкий и чешский политический деятель, дипломат и журналист. Внук пианиста Эмиля Гаека.

## Биография
Изучал журналистику на философском факультете Карлова университета. В 1958 году устроился на Чехословацкое радио и вступил в компартию. Динстбир был корреспондентом в странах Европы, Азии и в США. В 1968 году он поддержал «Пражскую весну», за что лишился работы и партийного билета. После этого служил в проектном институте.
Динстбир включился в диссидентское движение, был одним из первых подписантов Хартии-77, публиковался в самиздате. В 1979—1982 годах находился в местах лишения свободы, а затем был вынужден зарабатывать на жизнь физическим трудом.
В 1989 году вступил в «Гражданский форум». Участвовал в сносе заграждений на границе с Германией. В 1989—1992 годах был министром иностранных дел. В 1991—1996 годах возглавлял собственную центристскую партию «Гражданское движение». Затем сотрудничал с Чешской социал-демократической партией.
В 1998—2001 годах Динстбир работал в ООН спецпредставителем по правам человека в бывшей Югославии. На этом посту крайне низко оценивал деятельность косовской миссии, выступал против проведения выборов, критиковал засилье криминала в регионе, чем вызвал недовольство переходного административного совета. Бернар Кушнер обвинил Динстбира в некомпетентности и грубо оборвал его доклад. Впоследствии Динстбир сравнил провозглашение независимости Косова с Мюнхенским сговором.
С 2008 года до смерти являлся сенатором. Выступал против размещения в Чехии американских военных баз, поддерживал переход АЭС на российское топливо.
В фильме Иржи Мадла «Волны» роль Динстбира исполнил Войтех Котек.